# Colpo di Stato in Turchia del 1971
Il colpo di Stato turco del 1971, detto anche colpo di Stato del memorandum (in turco 12 Mart Muhtırası), fu un colpo di Stato militare delle forze armate turche che si svolse nel 1971.

## Storia
Dalla fine degli anni sessanta la Repubblica Turca era preda di scontri tra i militanti islamici di gruppi di nazionalisti. Nel gennaio 1971 il movimento islamista era diventato più aggressivo e il suo partito, aveva apertamente respinto Atatürk e il kemalismo, facendo infuriare le forze armate. Il governo, indebolito da defezioni, sembrava paralizzato, impotente a frenare la violenza o di approvare una legislazione seria di riforma sociale e finanziaria.
Il 12 marzo 1971, il capo di stato maggiore generale, Memduh Tağmaç, consegnò al primo ministro Süleyman Demirel un memorandum, con il quale le forze armate chiedevano la formazione di un governo di tecnocrati. Nel memorandum si chiedeva "la formazione, nel contesto dei principi democratici, di un governo forte e credibile che neutralizzi la situazione anarchica in corso e che, ispirato dalle idee di Atatürk, implementi le leggi riformiste previsti dalla costituzione", mettendo fine all'"anarchia, alle lotte fratricide e al disagio sociale ed economico". Le forze armate asserivano altresì di essere pronte a rovesciare le istituzioni, esercitando "il proprio dovere costituzionale", se non fosse avvenuto quanto auspicato.
I comandanti militari che avevano preso il potere erano però riluttanti a esercitarlo direttamente, scoraggiati dai problemi che aveva affrontato in quei mesi la giunta militare greca. Pensarono a un governo "sopra le parti" per realizzare le riforme. Per guidare questo governo, il 19 marzo scelsero il professor Nihat Erim, membro dell'ala centrista e più conservatrice del Partito Popolare Repubblicano e dunque accettabile anche per il Partito della Giustizia.
Il governo Erim iniziò a lavorare su un programma di riforme, ma decise al contempo un giro di vite contro i movimenti sociali che avevano gradualmente acquisito rilevanza con le aperture garantite dalla Costituzione approvata nel 1961. Il 27 aprile, la legge marziale fu dichiarata in 11 delle 67 province, comprese le grandi aree urbane e nelle regioni curde. Molte delle voci di sinistra che erano emerse negli anni Sessanta, dalle forze parlamentari del Partito dei lavoratori alle fazioni più radicali e che invocavano la lotta armata, furono perseguite nell'Operazione Balyoz.
Nei successivi due anni, la repressione continuò, con la legge marziale rinnovata ogni due mesi. Alcune riforme della Costituzione del 1961 furono abrogate e fu permesso al governo di violare i diritti fondamentali in caso di necessità. Dal 1971 al 1974, a guidare la Turchia furono governi non politici e indirettamente messi al loro posto dai militari. Nel 1973 l'Assemblea nazionale elesse presidente Fahri Korutürk. 
Tornati al voto nel marzo 1973, nel gennaio 1974 il leader del Partito Popolare Repubblicano Bülent Ecevit divenne primo ministro in un governo di coalizione, con vice l'islamista moderato Necmettin Erbakan.